# Lommerange
Lommerange (fràncic lorenès Lomeréngen) és un municipi francès situat al departament del Mosel·la i a la regió del Gran Est. L'any 2007 tenia 288 habitants.

## Demografia

### Població
El 2007 la població de fet de Lommerange era de 288 persones. Hi havia 116 famílies, de les quals 16 eren unipersonals (8 homes vivint sols i 8 dones vivint soles), 48 parelles sense fills, 44 parelles amb fills i 8 famílies monoparentals amb fills.
La població ha evolucionat segons el següent gràfic:
Habitants censats

### Habitatges
El 2007 hi havia 121 habitatges, 116 eren l'habitatge principal de la família, 1 era una segona residència i 4 estaven desocupats. 108 eren cases i 12 eren apartaments. Dels 116 habitatges principals, 102 estaven ocupats pels seus propietaris, 10 estaven llogats i ocupats pels llogaters i 4 estaven cedits a títol gratuït; 1 tenia una cambra, 1 en tenia dues, 10 en tenien tres, 20 en tenien quatre i 84 en tenien cinc o més. 95 habitatges disposaven pel capbaix d'una plaça de pàrquing. A 47 habitatges hi havia un automòbil i a 61 n'hi havia dos o més.

### Piràmide de població
La piràmide de població per edats i sexe el 2009 era:
| Homes | Edats   | Dones |
| ----- | ------- | ----- |
| 0     | 95 o +  | 0     |
| 0     | 90 a 94 | 0     |
| 0     | 85 a 89 | 0     |
| 0     | 80 a 84 | 0     |
| 4     | 75 a 79 | 4     |
| 4     | 70 a 74 | 0     |
| 12    | 65 a 69 | 12    |
| 8     | 60 a 64 | 8     |
| 4     | 55 a 59 | 8     |
| 16    | 50 a 54 | 4     |
| 20    | 45 a 49 | 32    |
| 8     | 40 a 44 | 4     |
| 8     | 35 a 39 | 12    |
| 8     | 30 a 34 | 12    |
| 8     | 25 a 29 | 8     |
| 12    | 20 a 24 | 8     |
| 12    | 15 a 19 | 20    |
| 12    | 10 a 14 | 12    |
| 8     | 5 a 9   | 12    |
| 4     | 0 a 4   | 12    |

## Economia
El 2007 la població en edat de treballar era de 190 persones, 130 eren actives i 60 eren inactives. De les 130 persones actives 122 estaven ocupades (76 homes i 46 dones) i 8 estaven aturades (4 homes i 4 dones). De les 60 persones inactives 14 estaven jubilades, 14 estaven estudiant i 32 estaven classificades com a «altres inactius».

### Ingressos
El 2009 a Lommerange hi havia 111 unitats fiscals que integraven 287 persones, la mediana anual d'ingressos fiscals per persona era de 19.087 €.

### Activitats econòmiques
Dels 7 establiments que hi havia el 2007, 1 era d'una empresa de construcció, 1 d'una empresa de comerç i reparació d'automòbils, 1 d'una empresa de transport, 1 d'una empresa d'hostatgeria i restauració, 1 d'una empresa d'informació i comunicació, 1 d'una entitat de l'administració pública i 1 d'una empresa classificada com a «altres activitats de serveis».
Dels 2 establiments de servei als particulars que hi havia el 2009, 1 era un taller de reparació d'automòbils i de material agrícola i 1 restaurant.
L'any 2000 a Lommerange hi havia 8 explotacions agrícoles que ocupaven un total de 330 hectàrees.

## Poblacions més properes
El següent diagrama mostra les poblacions més properes.